# Landeselternbeirat der Kindertageseinrichtungen in NRW
Der Landeselternbeirat der Kindertagesstätten in NRW (LEB) ist ein Gremium, das von Vertretern der Jugendamtselternbeiräte (JAEBs) auf Landesebene nach § 9 des Kinderbildungsgesetzes des Landes Nordrhein-Westfalen in der seit dem 1. August 2011 gültigen Fassung gewählt werden kann. Seit dem Kita-Jahr 2011/2012 finden daher in Nordrhein-Westfalen Wahlen auf Landesebene statt.

## Gesetzliche Rahmenbedingungen
Das Kinderbildungsgesetz des Landes Nordrhein-Westfalen sieht damit erstmals eine gewählte Elternvertretung auf Stadt- und auf Landesebene vor. Bisher war eine Wahl von Elternvertretern nur auf Kindergarten-Ebene vorgesehen.
§ 9 des Gesetzes regelt die Rahmenbedingungen. So sieht das Gesetz vor, dass bis zum 10. Oktober eines jeden Jahres die Elternbeiräte in den Kindertageseinrichtungen zu wählen sind. In einem Zeitraum vom 11. Oktober bis zum 10. November eines jeden Jahres kann dann die Versammlung der Elternbeiräte den Jugendamtselternbeirat auf Stadtebene wählen. Bis zum 30. November eines jeden Jahres können sich dann die Jugendamtselternbeiräte auf Landesebene bilden, um aus ihren Reihen den Landeselternbeirat zu wählen.
Das Gesetz schreibt zur Gültigkeit der Wahl ein Quorum von 15 % der Elternbeiräte im jeweiligen Jugendamtsbezirk, ein mehrstufiges Wahlverfahren sowie einen sehr engen zeitlichen Rahmen vor.

## Gesetzesauslegung
Die im Gesetz vorhandenen Lücken und der andererseits dringende Handlungsbedarf für die Jugendämter haben zu einer kurzfristig formulierten Gesetzesauslegung durch Vertreter des Städtetages Nordrhein-Westfalen geführt. Darin wird u. a. klargestellt, dass Elternmitsprache nicht Elternmitbestimmung bedeutet. Die Gesetzesauslegungen in der sogenannten Arbeitshilfe sind jedoch umstritten.

## Kritik am Gesetz
Das Kinderbildungsgesetz führt in § 9 ein Wahlrecht ein, das durch ein 15-%-Quorum, einen straffen Zeitplan und ein mehrstufiges Wahlverfahren reglementiert ist. Dies ist im Ehrenamtsbereich einmalig und wurde von Elternvertretern bereits scharf kritisiert.

## Landeselternbeirat der Kindertageseinrichtungen in NRW
Der Landeselternbeirat vertritt die Interessen von rund 500.000 Kindern und ihren Eltern in NRW. Der LEB NRW wurde 2011 erstmals in 40 Jahren Kita-Geschichte auf Basis des Kinderbildungsgesetzes (KiBiz) § 9 gewählt. Seitdem gibt es in NRW eine durchgewählte Elternschaft von der Kita über die kommunale Ebene (Jugendamtselternbeiräte) bis zur Landesebene. 2012 wurden in 167 Jugendamtsbezirken von 185 in ganz NRW Jugendamtselternbeiräte gewählt, davon haben 111 den Landeselternbeirat gewählt.

## Jugendamtselternbeirat und Stadtelternrat
Vor der gesetzlichen Regelung einer Elternvertretung auf Stadt- und Landesebene hatten sich bereits in den Jahren zuvor ehrenamtlich arbeitende Stadtelternräte gebildet, u. a. die Stadtelternräte in Dortmund, Düsseldorf, Essen, Köln und Münster.
Im Gegensatz zum Jugendamtselternbeirat sind die bisher bereits bestehenden Stadtelternräte in der Regel als Verein organisiert und gehen auf die Eigeninitiative engagierter Eltern zurück. Wie sich das Verhältnis beider Interessenvertretungen in Zukunft entwickeln wird, ist derzeit offen. Von Eltern wird bezweifelt, dass sich das hochreglementierte Konstrukt des Jugendamtselternbeirates dauerhaft mit Leben füllen lässt. Andererseits wurden die Wahlen zum Jugendamtselternbeirat zum Teil durch die Stadtelternräte selbst durchgeführt, z. B. in Köln.

## Wahlregeln im Wortlaut
Für den Landeselternbeirat sieht das Gesetz folgende Bestimmung vor:

„Die Jugendamtselternbeiräte können sich auf Landesebene in der Versammlung der Jugendamtselternbeiräte zusammenschließen. Die Jugendamtselternbeiräte wählen bis zum 30. November eines jeden Jahres aus ihrer Mitte den Landeselternbeirat. Die Gültigkeit der Wahl des Landeselternbeirates setzt voraus, dass sich Jugendamtselternbeiräte aus 15 v. H. aller Jugendamtsbezirke an der Wahl beteiligt haben. Dem Landeselternbeirat ist von der Obersten Landesjugendbehörde bei wesentlichen die Kindertageseinrichtungen betreffenden Fragen die Möglichkeit der Mitwirkung zu geben.“